# Dolichopeza evanida
Dolichopeza evanida är en tvåvingeart som beskrevs av Alexander 1932. Dolichopeza evanida ingår i släktet Dolichopeza och familjen storharkrankar. Inga underarter finns listade i Catalogue of Life.